# Gilles Peress
Gilles Peress est un photographe de guerre français, né le  29 décembre 1946 à Neuilly-sur-Seine.
Il a présidé l'agence Magnum Photos à deux reprises.

## Biographie
Le grand-père de Gilles Peress était un juif géorgien, venu d’Union soviétique, tandis que sa mère était issue d'une famille chrétienne orthodoxe du Moyen-Orient. 
Après des études à l’Institut d'études politiques de Paris (1966-1968) et à l’Université de Vincennes (1968-1971), Gilles Peress débute dans la photographie en 1970 en documentant la vie dans un village minier du Nord de la France après une longue grève. 
En 1972, il rejoint l'agence Magnum Photos comme associé puis comme membre à partir de  1974
Gilles Peress débute alors un travail de longue haleine sur le conflit en Irlande du Nord, où il réalise certaines de ses images les plus connues, notamment en 1972, pendant les violences du Bloody Sunday. 
Il couvre ensuite tous les conflits majeurs de la planète de la révolution iranienne, à la guerre en Bosnie-Herzégovine, en passant par le génocide au Rwanda.
Gilles Peress qui vit à Brooklyn, est professeur au Bard College (État de New York) et Senior Research Fellow au Human Rights Center de l'université de Berkeley (Californie). 
Il a été vice-président (1984-85) et président (1986-87 et 1989-90) de l’agence Magnum. Il est représenté par la Howard Greenberg Gallery, à New York.

## Projet éditorial
Power in the Blood, le livre qui synthétise son expérience en Irlande du Nord, forme la première partie d'un projet plus vaste, Hate Thy Brother, qui est un cycle documentaire sur l'intolérance et la ré-émergence des nationalismes à l'époque contemporaine. Farewell to Bosnia, The Grave (sur la guerre en Bosnie-Herzégovine dans les années 1990) et The Silence (sur le génocide au Rwanda en 1994) constituent les autres parties de ce cycle.
Gilles Peress réalise en 1979 pendant la révolution iranienne son livre Telex Persan. Ce travail « …n'est ni une étude, ni une analyse de cet évènement spécifique. Les photographies de Peress ne prétendent pas raconter cette histoire - ni aucune histoire - mais sont les enregistrements presque sismographiques de ses perceptions, de ses rencontres et, surtout, de ses émotions ».

## Publications
- Power in the Blood, 1972
- Telex Persan (préf. Claude Nori), Paris, Contrejour, 1979, 101 p.
- Farewell to Bosnia, Zurich, Scalo Verlag, 1994, 168 p. (ISBN 9781881616221)
- Haines, Arles, Actes Sud, coll. « Photo Poche Histoire », 2004, 144 p. (ISBN 978-2-7427-5355-0)
- Whatever You Say, Say Nothing, Göttingen, Steidl Verlag, 2021, 1960 p. (ISBN 978-3958295445)
- Annals of the North, Göttingen, Steidl Verlag, 2021, 904 p. (ISBN 978-3958297937)

## Récompenses et distinctions
- 1977 : Apeiron: Artist in Residence
- 1979 : National Endowment for the Arts
- 1981 : American Institute of Graphic Arts Award
- 1981 : Prix du Premier Livre/Foundation Kodak Pathe
- 1981 : Overseas Press Club Award
- 1981 : Art Director's Club Award
- 1981 : Prix Kodak de la critique photographique
- 1983 : Imogen Cunningham Award
- 1983 : Fondation nationale pour la photographie
- 1984 : Prix W. Eugene Smith
- 1984 : National Endowment for the Arts Fellowship
- 1986 : Gahan Fellowship at Harvard University
- 1989 : Art Director's Club Award
- 1989 : Ernst Haas Award
- 1990 : Art Matters Grant
- 1992 : National Endowment for the Arts Fellowship
- 1992/1993   Guggenheim Foundation Fellowship
- 1993 : Fondation de France Fellowship
- 1995 : Infinity Award du photojournalisme (décerné par le Centre international de la photographie
- 1995 : Camera Works
- 1995 : Prix Erich-Salomon
- 1996 : International Center of Photography Infinity Award
- 2009 : Lucie Award du photojournalisme

## Collections
Liste non exhaustive
- The Art Institute of Chicago, Chicago
- Aris Council of Great Britain, London
- Bibliotheque Nationale, Paris
- First Bank of Minnesota, Minneapolis
- Fogg Art Museum, Harvard University
- Fondation Leitz, Rueil-Malmaison, France
- Fondation Nationale pour la Photographie, Paris
- International Museum of Photography, George Eastman House, Rochester, N.Y.
- Metropolitan Museum of Art, New York
- Minneapolis Institute of Art, Minneapolis
- Musee d'Art Moderne, Paris
- Museum of the Moving Image, New York
- Museum of Fine Arts, Houston
- Museum of Modern Art, New York
- Philadelphia Museum of Art
- Side Gallery, Newcastle-Upon-Tyne, England
- University of South Florida Art Museum, Tampa
- Walker Art Center, Minneapolis
- Victoria and Albert Museum, London